# Nagari Tiku Utara
Nagari Tiku Utara is een bestuurslaag in het regentschap Agam van de provincie West-Sumatra, Indonesië. Nagari Tiku Utara telt 8413 inwoners (volkstelling 2010).